# حوذان إسطنبولي
الحوذان الإسطنبولي (باللاتينية: Ranunculus constantinopolitanus) نوع نباتي يتبع جنس الحوذان من الفصيلة الحوذانية.

## الموئل والانتشار
موطنه الأصلي بلاد الشام وتركيا.

## الوصف النباتي
الزهرة صفراء.